# Emation
Emation – w mitologii greckiej syn bogini Eos i jej męża, Titonosa. Nie wsławił się niczym specjalnym w mitologii.